# 林振先

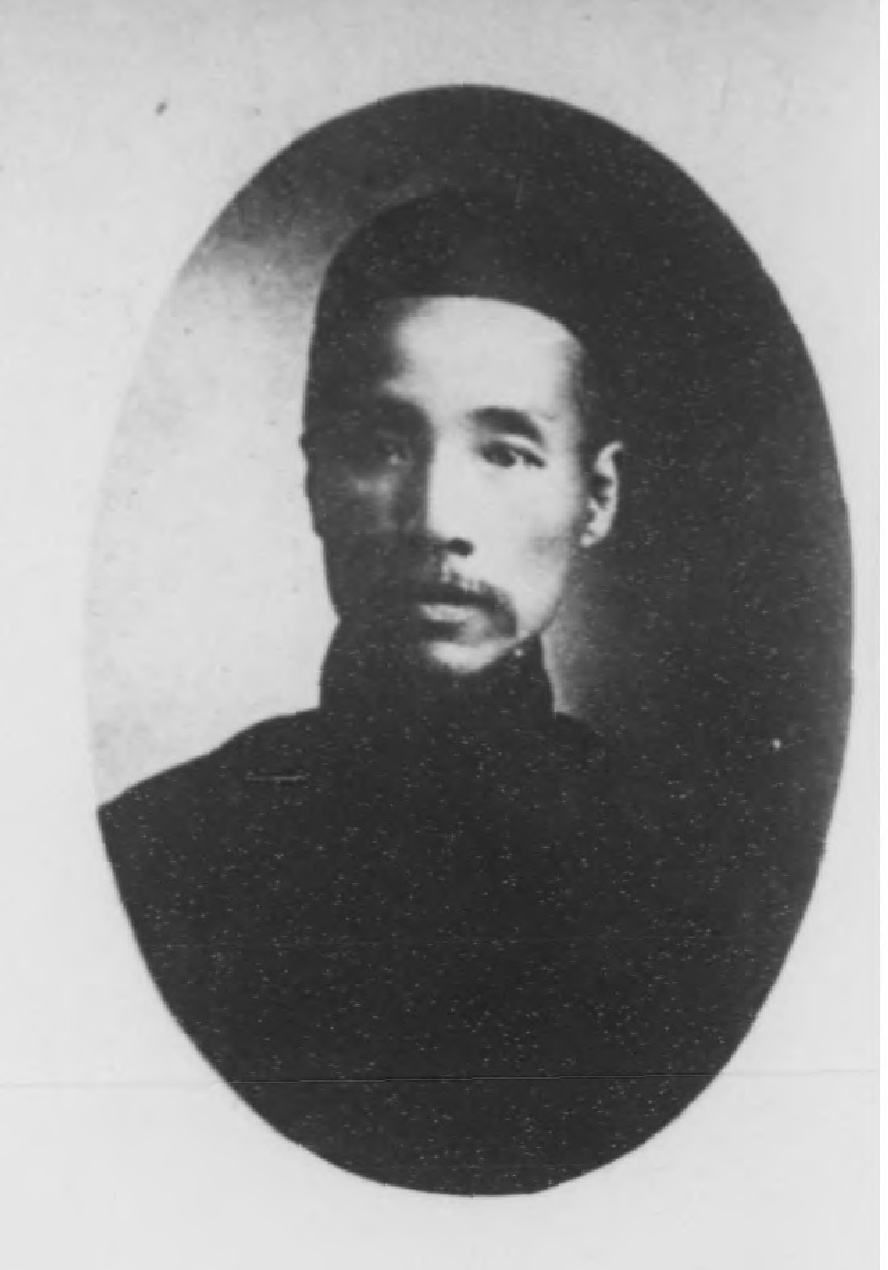

林振先（?—?），福建省閩縣人，清朝政治人物、進士出身。
光緒三十年，會試第30名；殿試登進士三甲第132名，后分發為知縣。